# Who Dat Boy
Who Dat Boy è un singolo del rapper statunitense Tyler, the Creator, pubblicato il 30 giugno 2017 come primo estratto dal suo quarto album in studio Flower Boy.
Il brano vede la partecipazione del rapper statunitense ASAP Rocky ed è stato prodotto da Tyler, the Creator.

## Antefatti
Inizialmente il beat del brano doveva essere destinato a Schoolboy Q, che lo ha rifiutato.

## Video musicale
Il video musicale del brano, diretto da Tyler, the Creator, è stato reso disponibile il 29 giugno 2017 sul canale YouTube di Tyler, the Creator.

## Tracce
1. Who Dat Boy (feat. ASAP Rocky) – 3:25 (Tyler Okonma, Rakim Mayers)
2. 911 / Mr. Lonely (feat. Frank Ocean e Steve Lacy) – 4:15 (Tyler Okonma, Frank Ocean, Raymond Calhoun)

## Classifiche
| Classifica (2017) | Posizione massima |
| ----------------- | ----------------- |
| Australia         | 92                |
| Canada            | 60                |
| Regno Unito       | 93                |
| Stati Uniti       | 87                |